# Gimnastika na Poletnih olimpijskih igrah 1936
Gimnastika na Poletnih olimpijskih igrah 1936. Tekmovanja so potekala v osmih disciplinah za moške in eni za ženske med 10. in 12. avgustom 1936 v Berlinu. 

## Dobitniki medalj
| Disciplina         | Zlato | Srebro | Bron |
| Mnogoboj posamično | Alfred Schwarzmann (GER) | Eugen Mack (SUI) | Konrad Frey (GER) |
| Mnogoboj ekipno    | Nemčija · Franz Beckert · Konrad Frey · Alfred Schwarzmann · Willi Stadel · Inno Stangl · Walter Steffens · Matthias Volz · Ernst Winter | Švica · Walter Bach · Albert Bachmann · Walter Beck · Eugen Mack · Georges Miez · Michael Reusch · Eduard Steinemann · Josef Walter | Finska · Mauri Nyberg-Noroma · Veikko Pakarinen · Aleksanteri Saarvala · Heikki Savolainen · Esa Seeste · Einari Teräsvirta · Eino Tukiainen · Martti Uosikkinen |
| Parter             | Georges Miez (SUI) | Josef Walter (SUI) | Konrad Frey (GER) Eugen Mack (SUI) |
| Drog               | Aleksanteri Saarvala (FIN) | Konrad Frey (GER) | Alfred Schwarzmann (GER) |
| Bradlja            | Konrad Frey (GER) | Michael Reusch (SUI) | Alfred Schwarzmann (GER) |
| Konj z ročaji      | Konrad Frey (GER) | Eugen Mack (SUI) | Albert Bachmann (SUI) |
| Krogi              | Alois Hudec (TCH) | Leon Štukelj (Kraljevina Jugoslavija)                                                                                               | Matthias Volz (GER) |
| Preskok            | Alfred Schwarzmann (GER) | Eugen Mack (SUI) | Matthias Volz (GER) |

## Dobitnice medalj
| Disciplina      | Zlato | Srebro | Bron |
| Mnogoboj ekipno | Nemčija · Anita Bärwirth · Erna Bürger · Isolde Frölian · Friedl Iby · Trudi Meyer · Paula Pöhlsen · Julie Schmitt · Käthe Sohnemann | Češkoslovaška · Jaroslava Bajerová · Vlasta Děkanová · Božena Dobešová · Vlasta Foltová · Anna Hřebřinová · Matylda Pálfyová · Zdeňka Veřmiřovská · Marie Větrovská | Madžarska · Margit Csillik · Margit Kalocsai · Ilona Madary · Gabriella Mészáros · Margit Nagy · Olga Tőrös · Judit Tóth · Eszter Voit |

## Medalje po državah
| Poz | Država        | Zlato | Srebro | Bron | Skupaj |
| 1   | Nemčija       | 6     | 1      | 6    | 13     |
| 2   | Švica         | 1     | 6      | 2    | 9      |
| 3   | Češkoslovaška | 1     | 1      | 0    | 2      |
| 4   | Finska        | 1     | 0      | 1    | 2      |
| 5   | Jugoslavija   | 0     | 1      | 0    | 1      |
| 6   | Madžarska     | 0     | 0      | 1    | 1      |